# Karina Habšudová
Karina Habšudová (* 2. August 1973 in Bojnice) ist eine ehemalige slowakische Tennisspielerin.

## Karriere
Habšudová begann im Alter von zehn Jahren mit dem Tennissport. Als Juniorin war sie einige Zeit an der Spitze der Weltrangliste, 1991 gewann sie den Titel bei den US Open.
Sie gewann in ihrer Profikarriere insgesamt einen Einzel- und sieben Doppeltitel auf der WTA Tour. Hinzu kamen Turniersiege bei ITF-Turnieren, sechs im Einzel und zwei im Doppel.
1998 war sie für die Slowakei zusammen mit Karol Kučera beim Hopman Cup siegreich.
Von ihren 40 Partien für die slowakische Fed-Cup-Mannschaft konnte sie 26 gewinnen, davon 18 im Einzel.

## Persönliches
Habšudová war nach ihrer Profikarriere einige Jahre als Sportjournalistin tätig. Später kümmerte sie sich als Hausfrau um ihre beiden Töchter. Heute trägt sie den Familiennamen Cíleková.

## Turniersiege

### Einzel
| Nr. | Datum         | Turnier    | Kategorie    | Belag | Finalgegnerin  | Ergebnis      |
| --- | ------------- | ---------- | ------------ | ----- | -------------- | ------------- |
| 1.  | 11. Juli 1999 | Pörtschach | WTA Tier IVb | Sand  | Silvija Talaja | 2:6, 6:4, 6:4 |

### Doppel
| Nr. | Datum              | Turnier    | Kategorie    | Belag             | Partnerin          | Finalgegnerinnen                    | Ergebnis      |
| --- | ------------------ | ---------- | ------------ | ----------------- | ------------------ | ----------------------------------- | ------------- |
| 1.  | 14. September 1996 | Karlsbad   | WTA Tier IV  | Sand              | Helena Suková      | Eva Martincová Elena Pampoulova     | 3:6, 6:3, 6:2 |
| 2.  | 19. Juli 1997      | Prag       | WTA Tier IV  | Sand              | Ruxandra Dragomir  | Eva Martincová Helena Vildová       | 6:1, 5:7, 6:2 |
| 3.  | 11. Juli 1998      | Prag       | WTA Tier III | Sand              | Silvia Farina      | Květa Hrdličková Michaela Paštiková | 2:6, 6:1, 6:2 |
| 5.  | 18. Juli 1998      | Warschau   | WTA Tier III | Sand              | Olga Lugina        | Liezel Huber Karin Kschwendt        | 7:6, 7:5      |
| 6.  | 10. Juli 1999      | Pörtschach | WTA Tier IVb | Sand              | Silvia Farina      | Olga Lugina Laura Montalvo          | 6:4, 6:4      |
| 7.  | 28. Oktober 2000   | Bratislava | WTA Tier IVb | Hartplatz (Halle) | Daniela Hantuchová | Petra Mandula Patricia Wartusch     | kampflos      |